# Jiří Bílý
Jiří Bílý, též Jiří Libor Bílý (* 18. října 1952 Olomouc), je český právník a politik, v 90. letech 20. století předák moravských politických stran, spoluzakladatel Moravské národní strany a bývalý poslanec České národní rady a Poslanecké sněmovny za Hnutí za samosprávnou demokracii - Společnost pro Moravu a Slezsko.

## Studium a pedagogická činnost
Základní a střední školu absolvoval v Olomouci. V letech 1977–1980 působil v Brně jako právní čekatel u Krajské prokuratury. Zde složil doktorát a justiční zkoušky. V období let 1980–1981 pracoval na brněnské městské prokuratuře a v letech 1981–1992 byl odborným asistentem na katedře dějin státu a práva Právnické fakulty dnešní Masarykovy univerzity v Brně.
Od roku 1998 působí v Olomouci jako odborný asistent a docent na katedře teorie práva a právních dějin Právnické fakulty Univerzity Palackého, přičemž od roku 2001 byl rovněž hostujícím pedagogem na Právnické fakultě Univerzity Komenského v Bratislavě (zde získal doktorát Ph.D. a ukončil své habilitační řízení). Od roku 1996 je členem České advokátní komory. V letech 2004–2009 zastával funkci člena Vědecké rady Právnické fakulty Univerzity Palackého. Od roku 2004 působil jako externí pedagog na nově založené Vysoké škole práva v Bratislavě. Coby právní historik se zaměřuje na otázky recepce římského práva, pomocných věd historických, právní archeologii a dějiny moravského práva. V roce 2003 vydal obsáhlou monografii IUS MONTIUM. Právo moravských vinohradních hor I – III. Horenskému právu se věnoval i v dalších letech a své celoživotní téma zakončil v roce 2020 knihou "Ius montium: právo moravských vinohradních hor v kontextu střední Evropy". Tato kniha byla oceněna jako nejlepší právněhistorická kniha roku 2020.

## Politická kariéra
Po sametové revoluci se zapojil do politiky. Angažoval se v moravistických politických subjektech. V roce 1990 patřil mezi zakladatele Moravské národní strany. V prosinci 1992 se angažoval v protestních akcích moravistických subjektů proti ústavě České republiky. Na shromáždění v Brně pronesl označil ústavu za výsledek kompromisu mezi vládnoucí pravicí a postkomunisty. Morava prý přišla zkrátka, ale díky tomu, že územně správní členění státu bylo odloženo do budoucna, začíná druhé kolo boje o Moravu. V této době se také podílel na činnosti Moravskoslezského sněmu coby mimoústavního sdružení některých moravistických a radikálních aktivistů. V roce 1992 rovněž pronesl výrok o tom, že při neřešení státoprávního uspořádání České republiky a moravské otázky by mohla nastat „irská varianta“. Tyto výroky vzbudily velký ohlas, ale byly spíše dezinterpretovány a neodpovídaly skutečnému politickému uvažování moravistických politiků.
Ve volbách v roce 1992 byl zvolen do České národní rady na kandidátce HSD-SMS (Hnutí za samosprávnou demokracii - Společnost pro Moravu a Slezsko) (volební obvod Jihomoravský kraj). Zasedal v ústavně právním výboru. Od vzniku samostatné České republiky v lednu 1993 byla ČNR transformována na Poslaneckou sněmovnu Parlamentu České republiky. Zde setrval do konce funkčního období, tedy do voleb v roce 1996.
V roce 1995 se v rámci Moravské národní strany střetl s jejím předsedou Ivanem Dřímalem a poté, co byl v tomto klání poražen, odešel se svými stoupenci (platforma Moravské národní sjednocení) do HSD-SMS, které se pak přejmenovalo na Hnutí samosprávné Moravy a Slezska - Moravské národní sjednocení (HSMS-MNSj). V roce 1997 se, po dalším vnitrostranickém konfliktu, stal Jiří Bílý předsedou HSMS-MNSj. V té době již ale moravistické politické proudy ztrácely vliv a ve volbách v roce 1996 ani volbách v roce 1998 nezískaly parlamentní zastoupení.
Angažoval se i v komunální politice. V komunálních volbách roku 1994 byl zvolen do zastupitelstva města Brno za Moravskou národní stranu. Opětovně kandidoval do brněnského zastupitelstva v komunálních volbách roku 2002 za Hnutí samosprávné Moravy a Slezska, ovšem nebyl zvolen. Profesně se uvádí jako vysokoškolský učitel.

### Volby do Evropského parlamentu
V květnu 2014 kandidoval z 13. místa za stranu Moravané do Evropského parlamentu.

## Videa s Jiřím L. Bílým o moravské problematice
- Vliv moravských politických struktur na ústavní systém České republiky
- Moravská problematika při tvorbě Ústavy ČR